# Сабашево
Саба́шево (рос. Сабашево, башк. Һабаш) — присілок у складі Мелеузівського району Башкортостану, Росія. Входить до складу Зірганської сільської ради.
Населення — 300 осіб (2010; 321 в 2002).
Національний склад:
- башкири — 91%